# Annemijn van Munster van Heuven
Anna Magdalena (Annemijn) Crince le Roy-van Munster van Heuven (Rotterdam, 1 juli 1962) is sinds 15 oktober 2013 hofdame van koning Willem-Alexander der Nederlanden.

## Biografie
Van Munster van Heuven werd geboren als dochter van mr. Johan Cornelis van Munster van Heuven (1933-2001), directeur van een Rotterdamse metaalmaatschappij en kapitein bij de mariniers, en Marie Albertine Sprenger van Eyk (1938). Zij studeerde fysiotherapie en ging daarna werken bij de Koninklijke Marine. Van 2005 tot 2013 was zij lid van de Commissie van Toezicht van de Penitentiaire Inrichting Noordsingel in Rotterdam en bekleedde verscheidene bestuursfuncties, zoals secretaris bij de Erasmusstichting Rotterdam, de Vereniging Rotterdamse Fondsen en de Stichting Schoonoord in Rotterdam.
Van Munster van Heuven is een kleindochter van Anna Magdalena van Munster van Heuven-Doude van Troostwijk (1905-1995), verre verwant van de oud-intendant van Paleis Het Loo (1959-1970), Jacoba Henriëtta Marianna Agatha van Lawick van Pabst-Doude van Troostwijk (1905-2005), dame du palais van koningin Juliana der Nederlanden. Ook een andere verre verwant, Johannes Cornelis van Heuven (1813-1895), was in dienst van het koningshuis, als administrateur van paleis en domein Het Loo.
Bij Koninklijke Beschikking werd Van Munster van Heuven benoemd tot hofdame aan het hof van koning Willem-Alexander. In die functie begeleidt ze - net als Pien Thijssen - koningin Máxima en prinses Beatrix.